# Ankarapitec
L'ankarapitec (Ankarapithecus meteai) és un gènere de primats extints. Probablement era frugívor i hauria pesat uns 30 kg. Les seves restes es trobaren a Ankara, Turquia als inicis de la dècada de 1950. Visqué durant el Miocè superior. Era semblant al Sivapithecus.